# Liste des séries parues dans le Grand Jump

Cette page annexe liste l'ensemble des séries de manga étant ou ayant été prépubliées dans le magazine bimensuel Grand Jump de l'éditeur Shūeisha.

## Mode d'emploi et cadre de recherche
- Le tableau est triable.
  - Le tableau est, par défaut, affiché dans l'ordre d'apparition. Les 1re et 5e colonnes (« No  » et « Première publication ») trient dans le même ordre.
  - Les séries en cours apparaissent en fin de tableau si le tri est effectué selon la 6e colonne. Elles sont triées entre elles par ordre de première publication.
  - Des clés de tri en hiragana sont utilisées pour la 2de colonne.
  - Les 7e et 8e colonnes disposent d'un système de clés de tri afin de ne pas avoir de diacritique.
- Les 5e et 6e colonnes sont sous la forme « aaaa.nn » où « aaaa » désigne l'année et « nn » le numéro de la publication à prendre en compte.
  - S'il s'agit d'un numéro double, il apparait sous la forme « aaaa.nn/NN » où NN désigne le second numéro.
  - Une balise d'appel de références est automatiquement créée pour chaque année utilisée dans le tableau, il est toutefois nécessaire de créer la référence correspondante en fin de page.
- Deux couleurs sont utilisées dans le tableau pour signaler les manga en cours de publication lors de la dernière mise à jour :

|  | Manga en cours de publication le 19 janvier 2013 ; |

|  | Manga transféré dans un autre magazine et encore en cours de publication le 19 janvier 2013. |

- La 4e colonne (« Titre français ») n'est remplie que s'il existe un titre officiel en français choisi par un éditeur francophone.
- Les liens vers les articles en français se font dans la 4e colonne si elle est remplie, dans la 3e sinon.
- Les liens vers les articles en japonais n'existent que si l'article existe.
- Chaque année, groupe de hiragana ou lettre dispose d'une ancre. Après avoir trié selon ses désirs le tableau, il est possible de faire une recherche grâce au cadre ci-dessous.

| Type                    | Type                    | Liens                                                                                                 | Pour les colonnes                                                                           |
| ----------------------- | ----------------------- | --- | ------------------------------------------------------------------------------------------- |
| Par ordre chronologique | Par ordre chronologique | - 2011 - 2012 - 2013                                                                                  | No , Première publication, Dernière publication                                             |
| Par ordre chronologique | Par ordre chronologique | En cours                                                                                              | Dernière publication                                                                        |
| Titre                   | Par ordre numérique     | 0 à 9                                                                                                 | Titre japonais, Transcription, Traduction, Titre français, Auteur (dessinateur), Scénariste |
| Titre                   | Par ordre syllabaire    | - あ - か - さ - た - な - は - ま - や - ら - わ - ん                                                | Titre japonais                                                                              |
| Titre                   | Par ordre alphabétique  | - A - B - C - D - E - F - G - H - I - J - K - L - M N - O - P - Q - R - S - T - U - V - W - X - Y - Z | Transcription, Traduction, Titre français, Auteur (dessinateur), Scénariste                 |

## Liste
Liste des séries ayant été pré-publiées dans le Grand Jump.
| No    | Titre japonais                                | Transcription                                                  | Titre français              | Première publication | Dernière publication | Auteur (Dessinateur)             | Scénariste                                       |
| ----- | --------------------------------------------- | -------------------------------------------------------------- | --------------------------- | -------------------- | -------------------- | -------------------------------- | ------------------------------------------------ |
| 000 c | んんん                                        | zzzzz                                                          | 2011                        | 2011.00              | 2011.00              | zzzzz                            | zzzzz                                            |
| 001   | 俺の空 刑事編                                 | Ore no sora: Keijihen                                          | —                           | 2011.01              | 2012.08              | Hiroshi Motomiya                 | —                                                |
| 002   | 甘い生活 2nd season                           | Amai Seikatsu - Second Season                                  | —                           | 2011.01              | —                    | Hikaru Yuzuki                    | —                                                |
| 003   | バーテンダー                                  | Bartender                                                      | —                           | 2011.01              | 2011.03              | Kenji Nagatomo                   | Araki Joh                                        |
| 004   | 聯合艦隊司令長官 山本五十六                   | Isoroku                                                        | —                           | 2011.01              | 2012.17              | Rem Sakakibara                   | Kazutoshi Hando                                  |
| 005   | ぼくの体はツーアウト                          | Boku no karada wa two out                                      | —                           | 2011.01              | 2015.22              | Yoshitani                        | —                                                |
| 006   | ダシマスター                                  | Dashi Master                                                   | —                           | 2011.01              | 2011.15              | Naotsugu Matsueda                | Hikari Hayakawa                                  |
| 007   | ドリームキング外伝 シブヤ曼荼羅               | Dream King R Gaiden - Shibuya Mandara                          | —                           | 2011.01              | 2012.21              | Kazutoshi Kondo                  | Sōdesu Tawaraya                                  |
| 008   | ゴクジョッ。〜極楽院女子高寮物語〜            | Gokujo. - Gokurakuin joshikōryō monogatari                     | —                           | 2011.01              | 2013.11              | Maya Miyazaki                    | —                                                |
| 009   | GUY〜移植病棟24時〜                           | Guy – Ishoku byōtō 24-ji                                       | —                           | 2011.01              | 2012.24              | Jirō Andō                        | Tomoaki Kitō                                     |
| 010   | 漫画☆防災研究室                               | Manga bōsai kenkyūjo                                           | —                           | 2011.01              | 2012.21              | Nori Kazato                      | Takehiko Yamamura                                |
| 011   | おとなのえんそく                              | Otona no ensoku.                                               | —                           | 2011.01              | 2016.01              | Kōsuke Fujishima                 | —                                                |
| 012   | 霊媒師いずなAscention                         | Reibai izuna: Ascension                                        | —                           | 2011.01              | 2014.15              | Takeshi Okano                    | Shō Makura                                       |
| 013   | 聯合艦隊司令長官 山本五十六                   | Rengō kantai shirei chōkan – Yamamoto isoroku                  | —                           | 2011.01              | 2012.17              | Rem Sakakibara                   | Kazutoshi Handō                                  |
| 014   | 世界に大自慢したい日本の会社                  | Sekai ni daijiman shitai nippon no kaisha                      | —                           | 2011.01              | 2015.07              | Kōji Koseki                      | Kōji Sakamoto                                    |
| 015   | 竹田役員待遇                                  | Takeda fukubuchō                                               | —                           | 2011.01              | 2018.04              | Yasutaka Togashi                 | —                                                |
| 016   | ツイッター 千一夜                             | Twitter senichiya                                              | —                           | 2011.01              | 2013.01              | Radio Wada                       | —                                                |
| 017   | 怨み屋本舗REVENGE                             | Uramiya Honpo Revenge                                          | —                           | 2011.01              | 2014.17              | Shōshō Kurihara                  | —                                                |
| 018   | 私の夜はあなたの昼より美しい                  | Watashi no yoru wa anata no hiru yori utsukushii               | —                           | 2011.01              | 2012.13              | Boha                             | Youn In-wan                                      |
| 019   | イエスタデイをうたって                        | Yesterday o utatte                                             | Sing "Yesterday" for Me     | 2011.01              | 2015.13              | Kei Tōme                         | —                                                |
| 020   | 元気経営!!成功の秘訣                          | Genki keiei! Seikō no hiketsu                                  | —                           | 2011.02              | 2013.09              | Takayuki Hirasawa                | Takahiro Ōkubo                                   |
| 021   | 妹のジンテーゼ                                | Imōto no synthese                                              | —                           | 2011.02              | 2013.03              | Hinako Konno                     | Fumihiro Jūzen                                   |
| 022   | マンキツ                                      | Mankitsu                                                       | —                           | 2011.02              | 2013.03              | Haruki                           | —                                                |
| 023   | トモダチ大作戦                                | Tomodachi daisakusen                                           | —                           | 2011.02              | 2013.11              | Satoshi Karasuya                 | —                                                |
| 024   | 和妻師・一蝶                                  | Wazumashi kazuha                                               | —                           | 2011.02              | 2012.24              | Tsuzuku Yabuno                   | —                                                |
| 025   | さくら音楽隊                                  | Sakura ongakutai                                               | —                           | 2011.03              | 2012.18              | Akira Tanaka                     | —                                                |
| 025 c | んんん                                        | zzzzz                                                          | 2012                        | 2012.00              | 2012.00              | zzzzz                            | zzzzz                                            |
| 026   | バーテンダー à Paris                          | Bartender à Paris                                              | —                           | 2012.04              | 2013.21              | Osamu Kajisa                     | Araki Joh                                        |
| 027   | Smoking Gun 民間科捜調査員 流田縁             | Smoking gun - Minkan kasōken chōsain nagareda midori           | —                           | 2012.05              | 2014.24              | Syuji Takeya                     | Tomohiro Yokomaku                                |
| 028   | 未解決事件                                    | Mikaiketsu jiken                                               | —                           | 2012.09              | 2012.25              | Masato Naka                      | Hirofumi Hoshī                                   |
| 029   | アントルメティエ                              | Entremetier                                                    | —                           | 2012.11              | 2013.14              | Shō Kitagawa                     | Hikari Hayakawa                                  |
| 030   | 男樹 〜村田京一〈四代目〉〜                   | Otokogi - Murata keiichi – Yondaime                            | —                           | 2012.14              | 2014.07              | Hiroshi Motomiya                 | —                                                |
| 031   | 瞬きのソーニャ                                | Matataki no sonya                                              | —                           | 2012.15              | —                    | Hikaru Yuzuki                    | —                                                |
| 032   | インサイダー                                  | Insider                                                        | —                           | 2012.20              | 2013.04              | Tomozo                           | —                                                |
| 033   | まじカライズ                                  | Magicalize                                                     | —                           | 2012.23              | 2014.24              | Inomaru                          | Tsunagami                                        |
| 034   | およしになって!蘭丸さん                       | Oyoshi ni natte! Ranmaru-san                                   | —                           | 2012.24              | 2013.07              | Yukiwo                           | —                                                |
| 035   | 妄想メガネ                                    | Mōsō megane                                                    | —                           | 2012.25              | 2016.08              | Yuki Azuma                       | —                                                |
| 035 c | んんん                                        | zzzzz                                                          | 2013                        | 2013.00              | 2013.00              | zzzzz                            | zzzzz                                            |
| 036   | ホタル-遺言弁護士・真崎事務所-                | Hotaru – Yuigon bengoshi masaki jimusho                        | —                           | 2013.01              | 2014.11              | Shō Wakasa                       | Araki Joh                                        |
| 037   | 最近この世界は私だけのモノになりました……      | Saikin kono sekai wa watashi dake no mono ni narimashita...... | —                           | 2013.02              | 2016.08              | Toshiki Yui                      | —                                                |
| 038   | White Tiger〜白虎隊西部開拓譚〜               | White tiger – Byakkotai seibu kaitakutan                       | —                           | 2013.03              | 2013.21              | Yoshinori Natsume                | —                                                |
| 039   | 喰-はむ-                                      | Ku - Hamu                                                      | —                           | 2013.04              | 2013.24              | Kenji Yoshida                    | Yoshimura Bob                                    |
| 040   | あーちゃんとでで                              | Achan to Dede                                                  | —                           | 2013.04              | 2013.22              | Rem Sakakibara                   | —                                                |
| 041   | いこいのそどむ                                | Ikoi no Sodomu                                                 | —                           | 2013.05              | 2015.15              | Ryuji Kitamura                   | —                                                |
| 042   | 江戸川乱歩異人館                              | Edogawa Ranpo Ijinkan                                          | —                           | 2013.05              | 2015.17              | Masakazu Yamaguchi               | —                                                |
| 043   | 王様の仕立て屋〜サルトリア・ナポレターナ〜    | Ou-sama no Shitateya - Sartoria Napoletana                     | —                           | 2013.07              | 2016.05              | Ton Okawara                      | —                                                |
| 044   | 臏 〜孫子異伝〜                               | Bin - Sonshi Iden                                              | —                           | 2013.08              | 2016.24              | Koji Hoshino                     | —                                                |
| 045   | 不能犯                                        | Funouhan                                                       | Perfect Crime               | 2013.10              | 2020.23              | Yuka Kanzaki                     | Arata Miyatsuki                                  |
| 046   | ロックアップ                                  | Lock Up                                                        | —                           | 2013.13              | 2014.21              | Tetsuya Saruwatari               | —                                                |
| 047   | Wallman -ウォールマン-                        | U~ōruman                                                       | Wallman                     | 2013.14              | 2015.04              | Boichi                           | —                                                |
| 048   | ぽいぽいさま                                  | Poi Poi-sama                                                   | —                           | 2013.15              | 2015.12              | Takashi Murakami                 | —                                                |
| 049   | 黄門さま〜助さんの憂鬱〜                      | Kômon-sama - Suke-san no yûutsu                                | —                           | 2013.16              | 2015.15              | Masaya Tokuhiro                  | —                                                |
| 050   | 天間荘の三姉妹 -スカイハイ-                   | Tenmasô no sanshimai - Sky High                                | —                           | 2013.18              | 2014.19              | Tsutomu Takahashi                | —                                                |
| 051   | 喝 風太郎!!                                   | Katsu Fūtarō!!                                                 | —                           | 2013.23              | 2016.07              | Hiroshi Motomiya                 | —                                                |
| 052   | バーテンダー à Tokyo                          | Bartender à Tokyo                                              | —                           | 2013.23              | 2015.23              | Osamu Kajisa                     | Araki Joh                                        |
| 053   | Dr.DMAT〜瓦礫の下のヒポクラテス〜             | Dr. Dmat - Gareki no Shita no Hippocrates                      | —                           | 2013.24              | 2015.15              | Hiroshi Takano                   | Akio Kikuchi                                     |
| 053 c | んんん                                        | zzzzz                                                          | 2014                        | 2014.00              | 2014.00              | zzzzz                            | zzzzz                                            |
| 054   | キャプテン翼 ライジングサン                   | Kyaputen Tsubasa Raijingu San                                  | Captain Tsubasa: Rising Sun | 2014.03              | 2019.24              | Yoichi Takahashi                 | —                                                |
| 055   | 地獄先生ぬ〜べ〜NEO                           | Jigoku Sensei Nūbē Neo                                         | —                           | 2014.16              | 2019.01              | Takeshi Okano                    | Makura Shō                                       |
| 056   | サラリーマン 山崎シゲル                       | Salaryman Yamazaki Shigeru                                     | —                           | 2014.18              | 2015.13              | Hikaru Tanaka                    | —                                                |
| 057   | しあわせゴハン                                | Shiawase Gohan                                                 | —                           | 2014.20              | 2017.01              | Santa Uonome                     | —                                                |
| 058   | 口入屋兇次                                    | Kuchiireya Kyôji                                               | —                           | 2014.22              | 2016.05              | Tetsuzō Okadaya                  | —                                                |
| 059   | 怨み屋本舗 EVIL HEART                         | Uramiya Honpo - Evil Heart                                     | —                           | 2014.23              | 2017.12              | Tetsuzō Okadaya                  | —                                                |
| 060   | 白衣のカノジョ                                | Hakui no Kanojo                                                | —                           | 2014.24              | 2015.01              | Mika Hisaka                      | —                                                |
| 060 c | んんん                                        | zzzzz                                                          | 2015                        | 2015.00              | 2015.00              | zzzzz                            | zzzzz                                            |
| 061   | 妖怪伝奇 Roku69Bi -ロクロックビ-              | Yōkai Denki Roku69Bi                                           | —                           | 2015.05              | 2015.20              | Haruto Umezawa                   | —                                                |
| 062   | Ex-Arm                                        | Ex-Arm                                                         | —                           | 2015.06              | 2018.01              | Shinya Komi                      | HiRock                                           |
| 063   | イノサン Rouge                                | Innocent Rouge                                                 | —                           | 2015.12              | 2020.03              | Shin'ichi Sakamoto               | —                                                |
| 064   | 団地猫のポチ                                  | Danchi neko no pochi                                           | —                           | 2015.12              | 2015.14              | Shin'ichi Sakamoto               | —                                                |
| 065   | Musica Nostra                                 | Musica Nostra                                                  | —                           | 2015.15              | 2017.15              | ?                                | —                                                |
| 066   | 明日葉さんちのムコ暮らし                      | Ashitaba-san Chi no Muko Kurashi                               | —                           | 2015.17              | 2018.03              | Musakazu Ōi                      | —                                                |
| 067   | LICENSE                                       | LICENSE                                                        | —                           | 2015.18              | 2016.11              | Yua Kotegawa                     | —                                                |
| 068   | まんが倶楽部                                  | Manga Kurabu                                                   | Manga Club                  | 2015.21              | 2016.21              | Momoko Sakura                    | —                                                |
| 069   | ラジエーションハウス                          | Radiation House                                                | —                           | 2015.22              | —                    | Taishi Mori                      | Tomohiro Yokomaku                                |
| 070   | テラフォーマーズ外伝 アシモフ                 | Terra Formars Gaiden - Asimov                                  | —                           | 2015.23              | 2016.14              | Boichi                           | Kenichi Tachibana / Yū Sasuga / Kenichi Fujiwara |
| 071   | いっぽん!!〜しあわせの日本酒〜                | Ippon!! - Shiawase no Nihonshu                                 | —                           | 2015.24              | 2017.01              | Kyūjo Matsumoto                  | Masafumi Masuda                                  |
| 071 c | んんん                                        | zzzzz                                                          | 2016                        | 2016.00              | 2016.00              | zzzzz                            | zzzzz                                            |
| 072   | ギャルソン                                    | Garçon                                                         | —                           | 2016.01              | 2017.10              | Ryū Horie                        | Araki Joh                                        |
| 073   | いつかモテるかな                              | Itsuka Moteru Ka na                                            | —                           | 2016.04              | 2017.22              | Yoshitani                        | —                                                |
| 074   | 王様の仕立て屋 〜フィオリ・ディ・ジラソーレ〜 | Ō-sama no Shitateya - Fiori di Girasole                        | —                           | 2016.08              | 2018.09              | Ton Ōkawara                      | —                                                |
| 075   | 不倫食堂                                      | Furin Shokudō                                                  | —                           | 2016.09              | —                    | Masakazu Yamaguchi               | —                                                |
| 076   | 痛リーマンnavi〜ドブ川商事社員名簿〜          | ?                                                              | —                           | 2016.12              | 2017.08              | ?                                | —                                                |
| 077   | すんどめ!!ミルキーウェイ                      | Sundome!! Milky Way                                            | —                           | 2016.13              | 2019.24              | Kazuki Funatsu                   | —                                                |
| 078   | ちびしかくちゃん                              | Chibi Shikaku-chan                                             | —                           | 2016.22              | 2018.19              | Kazuki Funatsu                   | —                                                |
| 078 c | んんん                                        | zzzzz                                                          | 2017                        | 2017.00              | 2017.00              | zzzzz                            | zzzzz                                            |
| 079   | ブラックティガー                              | BLACK TIGER                                                    | —                           | 2017.02              | —                    | Osamu Akimoto                    | —                                                |
| 080   | こううんりゅうすい                            | Kooun Ryuusui                                                  | —                           | 2017.04              | 2019.23              | Hiroshi Motomiya                 | —                                                |
| 081   | 黒鉄・改 KUROGANE-KAI                         | Kurogane Kai                                                   | —                           | 2017.05              | 2020.22              | Kei Toume                        | —                                                |
| 082   | ZIGジグ                                       | ZIG                                                            | —                           | 2017.08              | 2017.18              | Tetsuya Saruwatari               | Takashi Nagasaki                                 |
| 083   | プレイボール2                                 | Play Ball 2                                                    | —                           | 2017.09              | 2021.11              | Joukura Kooji                    | Akio Chiba / Yuuji Moritaka                      |
| 084   | 怨み屋本舗 WORST                              | Uramiya Honpo - Worst                                          | —                           | 2017.13              | —                    | Shoushou Kurihara                | —                                                |
| 085   | ザ・ナニワ金融道                              | The Naniwa Kinyuudou                                           | —                           | 2017.19              | 2019.10              | Shoushou Kurihara                | —                                                |
| 085 c | んんん                                        | zzzzz                                                          | 2018                        | 2018.00              | 2018.00              | zzzzz                            | zzzzz                                            |
| 086   | ノイズ【noise】                               | Noise                                                          | —                           | 2018.01              | 2020.04              | Tetsuya Tsutsui                  | —                                                |
| 087   | そしてボクは外道マンになる                    | Soshite Boku wa Gedoman ni Naru                                | —                           | 2018.01              | 2018.20              | Shinji Hiramatsu                 | —                                                |
| 088   | ゆとりやくざ                                  | Soshite Boku wa Gedoman ni Naru                                | —                           | 2018.03              | 2020.18              | Shinji Hiramatsu                 | —                                                |
| 089   | 来世ではちゃんとします                        | Raise de wa Chanto Shimasu                                     | —                           | 2018.05              | —                    | Itsumachan                       | —                                                |
| 090   | オリンピア・キュクロス                        | Olympia Kyklo                                                  | —                           | 2018.08              | —                    | Mari Yamazaki                    | —                                                |
| 091   | 東京核撃                                      | Tōkyō Kakugeki                                                 | —                           | 2018.09              | 2018.15              | Shiba Hosono                     | —                                                |
| 092   | シャンパーニュ                                | Champagne                                                      | —                           | 2018.10              | 2019.07              | Kenji Nagatomo                   | Araki Jou                                        |
| 093   | 侠医冬馬                                      | Kyoui Touma                                                    | —                           | 2018.15              | —                    | Motoka Murakami / Ichirou Kamano | Motoka Murakami                                  |
| 094   | ストライク・オア・ガター                      | Strike or Gutter                                               | —                           | 2018.16              | 2021.08              | Yuu Ando                         | —                                                |
| 095   | 王様の仕立て屋〜下町テーラー〜                | Ou-sama no Shitateya - Shitamachi Tailor                       | —                           | 2018.17              | —                    | Ton Ookawara                     | —                                                |
| 096   | ドラフトキング                                | Draft King                                                     | —                           | 2018.24              | —                    | Tetsurou Kuromatsu               | —                                                |
| 096 c | んんん                                        | zzzzz                                                          | 2019                        | 2019.00              | 2019.00              | zzzzz                            | zzzzz                                            |
| 097   | Dr.クインチ                                   | Dr.Kuinchi                                                     | —                           | 2019.01              | 2021.06              | Keikou Suzukawa                  | —                                                |
| 098   | BORDER66                                      | BORDER66                                                       | —                           | 2019.12              | —                    | Yutaka Toudou                    | Yoichi Komori                                    |
| 099   | Shrink〜精神科医ヨワイ〜                      | Shrink: Seishinkai Yowai                                       | —                           | 2019.13              | —                    | Tsukiko                          | Jin Nanami                                       |
| 100   | ミリオンダラーディガー                        | Million Dollar Digger                                          | —                           | 2019.17              | 2020.20              | Koki Ochiai                      | —                                                |
| 100 c | んんん                                        | zzzzz                                                          | 2020                        | 2020.00              | 2020.00              | zzzzz                            | zzzzz                                            |
| 101   | セックス依存症になりました。                  | Sex Izonshou ni Narimashita.                                   | —                           | 2020.07              | 2020.10              | Ryuuta Tsushima                  | —                                                |
| 102   | adabana-従花-                                 | Adabana                                                        | —                           | 2020.08              | 2011.14              | NON                              | —                                                |
| 103   | DIVER-組対潜入班-                             | Diver - Sotai Sennyuuhan                                       | —                           | 2020.09              | 2020.15              | Shuntarou Oosawa                 | —                                                |
| 104   | 海を渡るべ                                    | '                                                              | —                           | 2020.10              | 2020.18              | Hiroshi Motomiya                 | —                                                |
| 105   | 老トイプーと私                                | Rou Toypoo to Watashi                                          | —                           | 2020.16              | —                    | Shiki Mutsuko                    | —                                                |
| 106   | 最強の弁護士                                  | Saikyou no Bengoshi                                            | —                           | 2020.17              | —                    | Noboru Takahasi                  | Kiseki Kuji                                      |
| 107   | それでもしますか、お葬式?                     | Soredemo shimasu ka, Osoushiki?                                | —                           | 2020.20              | —                    | Haruko Okai                      | Niko Mitsuna                                     |
| 108   | 山本昌はまだ野球を知らない                    | '                                                              | —                           | 2020.21              | —                    |                                  | —                                                |
| 109   | 猛き黄金の国 伊能忠敬                         | Takeki Ôgon no Kuni : Inô Tadataka                             | —                           | 2020.24              | —                    | Hiroshi Motomiya                 | —                                                |
| 109 c | んんん                                        | zzzzz                                                          | 2021                        | 2021.00              | 2021.00              | zzzzz                            | zzzzz                                            |
| 110   | 世田谷イチ古い洋館の家主になる                | Setagaya Ichi Furui Youkan no Yanushi ni Naru                  | —                           | 2021.03              | —                    | Kazumi Yamashita                 | —                                                |
| 111   | #DRCL midnight children                       | '                                                              | —                           | 2021.04              | —                    | Shin'ichi Sakamoto               | —                                                |
| 112   | マリッジグレー                                | Marriage Gray                                                  | —                           | 2021.05              | —                    | Taira Wadachi                    | —                                                |
| 113   | キャプテン2                                   | Captain 2                                                      | —                           | 2021.05              | —                    | Yuuji Moritaka                   | Akio Chiba                                       |
| 114   | セレブるカップル                              | Celeb ru Couple                                                | —                           | 2021.12              | —                    | Keigo Hayasaka                   | —                                                |
| 115   | GIGANTIS-ジャイガンティス-                    | Gigantis                                                       | —                           | 2021.17              | —                    | Kenichi Tachibana                | Yoichi Komoro                                    |
| 116   | Dr.Eggs ドクターエッグス                      | Dr.Eggs                                                        | —                           | 2021.19              | —                    | Norifusa Mita                    | —                                                |